# 海因里希·塞弗罗

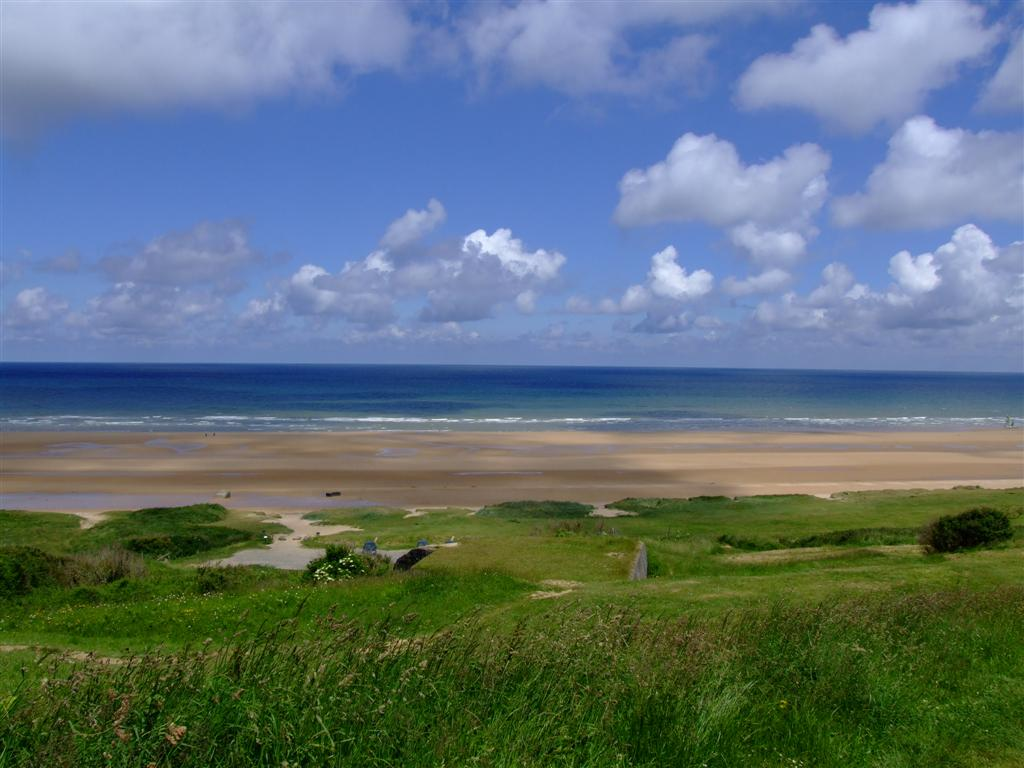
塞弗罗用的散兵坑的射界

海因里希·“海因”·塞弗罗（德語：Heinrich "Hein" Severloh；1923年6月23日—2006年1月14日），德國軍事人物，曾參與第二次世界大戰。諾曼底戰役時，其為驻守诺曼底的德国第352步兵师的一名士兵。其曾在2000年出版的回憶錄《WN 62 - 诺曼底奥马哈海滩的回忆，1944年6月6日》（WN 62 – Erinnerungen an Omaha Beach Normandie, 6. Juni 1944）中自稱阻擊盟軍諾曼底登陸時於奥马哈海滩62号碉堡用MG42機關槍與毛瑟Kar98K步槍发射约12000多枚子弹，殺死2,000多名美軍士兵。美軍統計奥马哈海滩當天傷亡約2,400人。